# Зоицани (Ботошани)
Зоицани (рум. Zoițani) насеље је у Румунији у округу Ботошани у општини Адашени. Oпштина се налази на надморској висини од 180 m.

## Становништво
Према подацима из 2002. године у насељу је живело 444 становника, од којих су сви румунске националности.